# ديفيد كوتريل
ديفيد كوتريل (بالإنجليزية: David Cotterill)‏ (مواليد 4 ديسمبر 1987) هو لاعب كرة قدم. يلعب مع منتخب ويلز لكرة القدم. سبق له أن لعب في بطولة أمم أوروبا لكرة القدم 2016 مع منتخب بلاده.

## روابط خارجية
- ديفيد كوتريل على موقع الاتحاد الدولي (مؤرشف)  (الإنجليزية)
- ديفيد كوتريل على موقع الاتحاد الأوربي (الإنجليزية)
- ديفيد كوتريل على موقع قاعدة بيانات كرة القدم.إي يو (الإنجليزية)
- ديفيد كوتريل على موقع ناشيونال فوتبول تيمز (الإنجليزية)
- ديفيد كوتريل على موقع Soccerbase.com (لاعب) (الإنجليزية)
- ديفيد كوتريل على موقع Soccerway.com (الإنجليزية)
- ديفيد كوتريل على موقع عالم كرة القدم.نت (الإنجليزية)
- ديفيد كوتريل على موقع كووورة
- ديفيد كوتريل على موقع AS.com (الإسبانية)